# Fluorescence recovery after photobleaching
Fluorescence recovery after photobleaching (FRAP) is een techniek om aan te duiden dat er transportprocessen plaatsvinden in een cel en in de membraan van een cel. 
Bijvoorbeeld: eiwitten in de membraan van een cel zijn mobiel. Via een antistof met een fluorescente stof worden de eiwitten gelabeld. Hierdoor wordt het hele oppervlak van de cel gekleurd door fluorescentie van het stofje dat gekoppeld is aan het antilichaam tegen het specifieke eiwit in de membraan. Vervolgens wordt met een laser een heel klein gebied bestraald waardoor het fluorescente stofje kapotgaat en dus de fluorescente marker op deze plaats niet meer zichtbaar is, we zien een donkere plek op de membraan (bleached area).
Wanneer we echter na verloop van tijd de membraan opnieuw bekijken is het gat dichtgegroeid. Dit komt doordat andere moleculen het gat terug hebben gevuld. Het bewijs voor het feit dat eiwitten mobiel zijn in de membraan van de cel.